# HMS Resolute (1850)
Pour les autres navires du même nom, voir HMS Resolute.

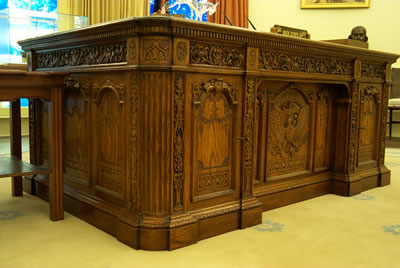
Une copie du Resolute desk dans la reconstitution du bureau ovale du Jimmy Carter Library and Museum.

Le HMS Resolute était un navire d'exploration arctique de la Royal Navy.
À l'origine navire construit sur la Tyne et nommé Ptarmigan, le Resolute fut acheté par le gouvernement britannique en février 1850 et mis en service dans la Royal Navy d'abord sous le nom de HMS Refuge, puis renommé HMS Resolute un mois plus tard. Le navire fut réaménagé pour servir en Arctique par Green's de Blackwall (Tamise), avec des membrures en bois très dur et un système de chauffage intérieur.
En 1852, le HMS Resolute était l'un des quatre navires de l'expédition sous le commandement d'Edward Belcher, parti à la recherche de l'expédition de John Franklin, elle-même à la recherche du passage du Nord-Ouest vers l'Asie. Le Resolute et l'un de ses sister-ship fut pris dans les glaces dans le détroit du Vicomte Melville et fut abandonné là en 1853.
Deux ans plus tard, le navire, vide, fut découvert par le baleinier américain George Henry, commandé par le capitaine James Budington of Groton, du Connecticut. Il était pris dans la glace du détroit de Davis au large de la terre de Baffin, à 1 900 km de l'endroit où il avait été abandonné. Les Américains le libérèrent des glaces et le ramenèrent à New London (Connecticut). Le Congrès américain le racheta pour 40 000 dollars, le fit restaurer et le renvoya en Angleterre, où il fut présenté à la Reine Victoria le 7 décembre 1856 comme un gage de paix.
Le HMS Resolute servit alors plus de vingt ans dans la Royal Navy, et fut ensuite retiré du service en 1879. Le gouvernement britannique ordonna alors qu'un bureau soit fait à partir des membrures du navire, bureau qui fut ensuite présenté au président des États-Unis Rutherford B. Hayes en 1880 en geste de remerciement pour le secours et la restitution du navire. Depuis lors, le bureau — connu sous le nom de Resolute desk — a été utilisé par tous les présidents à l'exception de Lyndon Johnson, Richard Nixon et Gerald Ford. La plupart l'ont utilisé dans le bureau ovale, mais certains l'ont utilisé comme bureau privé dans la résidence exécutive de la Maison Blanche.

## Littérature
Le HMS Resolute est cité dans le roman de Jules Verne Cinq Semaines en ballon, paru en 1863. Il est le navire amenant le docteur Fergusson à Zanzibar, lieu de départ de son expédition.